# Мінамі-Осумі

Мінамі-Осумі (яп. 南大隅町, みなみおおすみちょう, мінамі-осумі тьо) — містечко в Японії, у південно-східній частині префектури Каґосіма.